# Нагали
Нагали или иранско митолошко приповедање је најстарији облик драмског извођења у Исламској Републици Иран и дуго је играо важну улогу у друштву, од дворова до села. Извођач - нагал - приповеда приче у стиху или прози пратећи их гестикулацијом и покретима, а понекад и инструменталном музиком и осликаним свицима. Нагали функционишу и као забављачи и као носиоци персијске књижевности и културе, и морају бити упућени у локалне културне изразе, језик и дијалекте, и традиционалну музику. Нагали захтева значајан таленат, добро памћење и способност импровизације с вештином да очара публику. Нагал, односно наратор, је препричавао догађаје који су у складу са поводом и профилом слушалаца. Сваке ноћи он је износио само један део свога казивања, углавном из иранског националног епа Шахнаме, што је публику чинило жељном да дође и следеће ноћи како би чули наставак приче.
Нагали током извођења носе једноставне костиме, али такође могу носити древне кациге или оклопе како би се рекреирале сцене битака. Постоје и женски нагали, приповедачице, које наступају пред мешовитом публиком. Наратор са собом има једноставан дрвени штап који има кључну улогу у његовом наступу и служи уместо оружја, ствари, предмета и људи. На себи има капу, шал, прстен, папуче и дугачку кошуљу.
Нагали су донедавно сматрани за најважније чуваре народних прича, етничких епова и иранске народне музике. Нагали се некад изводио на јавним местима, у кафечајницама, шаторима номада, кућама и историјским местима попут древних каравансараја. Међутим, пад популарности кафечајница, у спрези са новим облицима забаве, довео је смањеног интересовања за ову врсту приповедања. Старење мајстора извођача моршеда и пад популарности међу млађим генерацијама узроковали су рапидно смањење броја квалификованих нагала чиме је угрожен сам опстанак овог облика драмске уметности.
Нагали је 2011. године уписан на Унеско листу нематеријалног културног наслеђа.

## Галерија
- Абдолфазл, ирански приповедач Шахнаме
- Марџан Садеки, ирански приповедач Шахнаме
- Воштана фигура нагали приповедача, музеј Мухарем
- Нагали приповедање Шахнаме у Казвину